# Jarchiv
Jarchiv (hebrejsky יַרְחִיב, v oficiálním přepisu do angličtiny Yarhiv) je vesnice typu mošav v Izraeli, v Centrálním distriktu, v Oblastní radě Drom ha-Šaron.

## Geografie
Leží v nadmořské výšce 60 metrů na pomezí hustě osídlené a zemědělsky intenzivně využívané pobřežní nížiny, respektive Šaronské planiny, a kopcovitých oblastí podél Zelené linie oddělujících vlastní Izrael v mezinárodně uznávaných hranicích od okupovaného Západního břehu Jordánu. Jižně od obce protéká vádí Nachal Kana.
Obec se nachází 16 kilometrů od břehu Středozemního moře, cca 20 kilometrů severovýchodně od centra Tel Avivu a cca 73 kilometrů jižně od centra Haify. Stavebně je propojena se sousedním sídlem Matan. Jarchiv obývají Židé, přičemž osídlení v tomto regionu je etnicky smíšené. V pobřežní nížině na západní straně převládá židovské obyvatelstvo. Necelé 2 kilometry západním směrem odtud ale leží i město Džaldžulja, které je součástí takzvaného Trojúhelníku obývaného izraelskými Araby. Další arabská sídla v rámci Trojúhelníku leží jižně odtud (Kafr Bara a Kafr Kasim). Mošav leží necelý kilometr od Zelené linie, za kterou leží další arabská (palestinská) sídla.
Jarchiv je na dopravní síť napojen pomocí lokální silnice číslo 5233. Západně od vesnice prochází severojižním směrem dálnice číslo 6.

## Dějiny
Jarchiv byl založen v roce 1949. Zakladateli osady byla skupina židovských válečných veteránů. Na počátečním osidlování vesnice se podílelo 18 Židů původem z Jemenu. Do roku 1952 vesnice trpěla početnými odchody osadníků. Situace se pak stabilizovala. Každá rodina dostala 2 dunamy (20 arů) pozemků. Roku 1954 populaci posílilo 40 rodin z Kfar Chošen v Galileji.
Jméno vesnice je inspirováno citátem z biblické Knihy Deuteronomium 12,20 - „Až Hospodin, tvůj Bůh, rozšíří tvé území“
Správní území obce dosahuje 3000 dunamů (3 kilometry čtvereční). Místní ekonomika je založena na zemědělství (pěstování citrusů, zeleniny a chov dobytka). V důsledku druhé intifády počátkem 21. století byly arabské části Západního břehu odděleny od vlastního Izraele pomocí bezpečnostní bariéry.

## Demografie
Podle údajů z roku 2014 tvořili naprostou většinu obyvatel v Jarchiv Židé (včetně statistické kategorie "ostatní", která zahrnuje nearabské obyvatele židovského původu ale bez formální příslušnosti k židovskému náboženství).
Jde o menší sídlo vesnického typu s dlouhodobě rostoucí populací. K 31. prosinci 2014 zde žilo 923 lidí. Během roku 2014 populace klesla o 0,1 %.
| Rok            | 1961 | 1972 | 1983 | 1995 | 2001 | 2003 | 2004 | 2005 | 2006 | 2007 | 2008 | 2009 | 2010 | 2011 | 2012 | 2013 | 2014 |
| -------------- | ---- | ---- | ---- | ---- | ---- | ---- | ---- | ---- | ---- | ---- | ---- | ---- | ---- | ---- | ---- | ---- | ---- |
| Počet obyvatel | 408  | 512  | 447  | 567  | 668  | 701  | 713  | 715  | 736  | 738  | 743  | 737  | 782  | 837  | 868  | 924  | 923  |